# 藤原呈子
藤原呈子（ふじわら の しめこ/ていし）、1131年（天承元年）—1176年10月23日（安元2年九月十九）），平安時代末期皇妃、女院。第76代近衛天皇中宮。父太政大臣藤原伊通、母藤原显隆之女立子。藤原得子（美福門院）和藤原忠通的養女。院号九条院（くじょういん）。法名静浄观。
鸟羽法皇欲使近衛天皇納呈子。当時忠通攝政，而其妻是伊通的兄弟。因此久安四年（1148年）時法皇讓忠通收其為養女再讓她入宫。久安六年（1150年），敘從三位，為女御，后為中宮。近衛天皇崩，出家法名清淨觀。後白河天皇即位，尊為皇后。保元三年（1158年），為皇太后。仁安三年（1168年），上號九條院。安元二年（1176年）九月，驾崩，年四十六岁。